# Еи ВЕП
Еи ВЕП (Радна организација вакуумских и електронских производа) је радна организација која је пословала у саставу Електронске индустрије Ниш у периоду од 1984. године до 1989. године. 

## Историја
Године 1984. ООУР „Фабрика електронских цеви“ трансформацијом прераста у РО ВЕП (Радна организација вакуумских и електронских производа). 
Предузеће је током пет година постојања пословало веома успешно тако да је једне године имало приход 1,3 милијарди ондашњих динара па чак и резервни фонд од 23,6 милиона динара а запошљавало око 1800 радника.
Предузеће је производило: вакуумске електронске цеви , појачаваче слике, разне релеје, регулаторе напона и струје, трансформаторе, паркинг сатове, микрофилмске компоненте…
На основу тадашњих закона РО ВЕП се реорганизацијом дели на три друштвена предузећа (ДП) која касиније постају деоничарска друштва (ДД):
- ДП “Сова” Ниш
- “ЕИ-РЦ” Ниш
- ДП “Индустријска електроника” (“Еи-ИЕ”) Ниш